# Крымшамхалов, Ислам Ачахматович
Ислам Ачахматович Крымшамхалов (карач.-балк. Къырымшаухалланы Ачахматны джашы, Ислам) (1764 — после 1834 гг.) — карачаевский князь — бий, государственный и политический деятель. В период правления Ислама Крымшамхалова произошло присоединение Карачая к Российской империи.

## Происхождение
Ислам Крымшамхалов происходил из карачаевского владетельного рода Крымшамхаловых. Сведений о его ранних годах жизни не имеется. Отцом Ислама был Ачахмат Крымшамхалов, матерью, согласно генеалогическим преданиям, балкарская княжна Шакманова. Первое письменное упоминание о нём встречается у известного российского ученого, академика Г.-Ю. Клапрота, который 1807 году в числе карачаевских князей называет также и Ислама, сына Ачахмата.

## Политическая деятельность
Правление Ислама Крымшамхалова, выпавшее на начало XIX века, ознаменовалось судьбоносными поворотами в истории Карачая. В условиях непрекращающегося соперничества между Османской империей и Россией на Кавказе, по словам историка Р. М. Бегеулова, «большая часть карачаевцев во главе с биями Крымшамхаловыми склонилась к принятию турецкого подданства» и в 1826 г. карачаевцы вместе с некоторыми другими кавказскими народами присягнули турецкому султану на верность. Османская империя, в лице анапского паши Хаджи-Хасан-Чечен-оглы, в свою очередь также признала Ислама Крымшамхалова в звании валия. Впрочем, этот шаг османами толковался иначе, чем карачаевцами: анапский паша представлял дело так, будто Карачай является вилайетом (губернией) Османской империи, а Ислам Крымшамхалов — турецким губернатором. В действительности Карачай оставался самостоятельным княжеством, на его территории не было ни турецких чиновников, ни тем более турецких войск, то есть не было никаких реальных рычагов государственного воздействия Стамбула на карачаевскую политику.
К лету 1828 года Османская империя начинает терпеть поражение в очередной войне с Россией. Влияния турок на Кавказе падает. В Карачае, в результате внутренних распрей, другой влиятельный карачаевский княжеский род — Дудовы, принимают пророссийскую ориентацию. Одновременно с этим, не снижается набеговая активность карачаевцев на Кавказской линии. Также карачаевцы продолжают давать приют различным враждебным России «хищникам», что в конечном итоге подтолкнуло российское военное начальство к идее овладения Карачаем. Во «всеподданнейшем рапорте» графа Ивана Паскевича от 16 ноября 1828 г. говорилось : 

Ген. Эмануэль доносит, что для обеспечения спокойствия на линии он счёл нужным предпринять экспедицию против карачаевцев — народа, живущего на снежных высотах Кавказа, в вершинах Кубани, который в надежде на неприступность земель своих безбоязненно давал убежище и помощь всем закубанским хищникам, через его земли проходившим для произведения набегов в пространстве между Кубанью и Тереком.

Поход Эммануэля окончилось успехом для российских войск. После победы над карачаевскими силами в битве при Хасаука, «разочаровавшись в османах» вали Ислам Крымшамхалов принимает присягу на верность российскому императору, со словами:
Счастливы вы, — говорил он, — что удалось вам проникнуть в скрытные жилища наши; мы так уверены были в невозможности этого, что даже во время самого сражения никто из нас не почитал нужным отправить жен и детей своих в безопасное место; но счастье ваше нас одолело. Мы были самыми верными приверженцами Порты Оттоманской и никогда ей не изменяли; она изменила нам, оставив нас без защиты и не умев удержать крепости своей, Анапы. Будьте же теперь нашими повелителями: мы не изменим нашему слову. Вы оградили семейства наши, дома и имущество от разорения и тем уже приобрели нашу признательность.

## После присоединения к России
Поражение в битве при Хасаука и присоединение Карачая к России не отразились на статусе Ислама Крымшамхалова, как правителя Карачая. Р. М. Бегеулов отмечает: «Царские власти сохранили за Крымшамхаловыми титул вали и подтвердили их лидерство в общественно-политической жизни Карачая. Вся существовавшая система взаимоотношений в обществе осталась практически без изменений и только поставлена под контроль пристава». Вали Крымшамхалов был во главе карачаевской делегации, встретившей научную экспедицию Эмануэля организованную в 1829 г. и окончившейся покорением Эльбруса.

К 1834 г. отношения между карачаевцами и Россией сильно ухудшились. В переговорах между карачаевцами и Россией интересы первых продолжал представлять Вали. Историк Р. Т. Хатуев отмечает следующие детали его биографии: "Встретившись с прибывшим в Карачай русским эмиссаром князем И. Шаховским, в 1834 г. верховный карачаевский правитель Ислам Крымшамхалов указал на абсурдность действий генерала Горихвостова (начальник Кабардинской линии), который обвинял карачаевцев в том, что они пропускают через свою территорию немирных горцев. «Мы, — сказал олий Карачая, — указывали ему на то, что даже русские войска, которые заняты единственно охранением линии, даже и они не всегда могут укараулить хищников, так есть ли возможность удержать их небольшому карачаевскому обществу». Эмиссару было указано и на враждебные акции начальника Кубанской линии полковника Засс, который «прислал сказать, что он нас всех истребит, если мы к нему не явимся». Это требование было незаконным, так как Карачай относился к ведению начальника Кабардинской линии. Карачаевский лидер с горечью заключал: «Мы просто не знаем, что и делать». Именно личная отвага Ислама Крымшамхалова и его верность присяге, во многом обеспечила мирный исход кризисной ситуации: 

Во время продолжавшихся переговоров между князем Шаховским и старшинами карачаевский народ сей доказал на опыте свое усердие и пользу, которую можно ожидать от искренней их преданности. Партия хищников, переправясь через Кубань, угнала из Кабарды 6 баранов и 60 штук рогатого скота и увлекла в плен трех мальчиков; почетнейших из старшин карачаевских семидесятилетний старик Крым Шамхалов с 30 своих людей бросился в погоню, нагнал хищников и невзирая на то, что их было 140 человек, остановил и удерживал до того времени, пока не получил подкрепление от народа, потом, отбив у них всю добычу, возвратил кабардинцам по принадлежност
Переговоры закончились «возобновлением» присяги на «верноподданство».

## Потомки
Прямыми потомками валия Ислама Ачахматовича Крымшамхалова являются: его тёзка, известный карачаевский общественный и политический деятель, поэт, художник Ислам Пашаевич Крымшамхалов, капитан императорской армии Басханук Хасан-биевич (Пашаевич) Крымшамхалов. генерал деникинской армии, кадровый офицер Мырзакул Хасан-биевич (Пашаевич) Кърым-Шаухалов; скульптор Крымшамхалов, Хамзат Басханукович.